# Ignacio Solozábal
Ignacio Solozábal, född 8 januari 1958 i Barcelona, Spanien, är en spansk basketspelare som tog tog OS-silver 1984 i Los Angeles. Detta var Spaniens första medalj i basket vid olympiska sommarspelen. Det kom att dröja till baskettävlingarna vid olympiska sommarspelen 2008 i Peking innan Spanien tog sin nästa medalj. Han spelade från 1979 till 1992 för FC Barcelona Bàsquet och vann två Saporta Cup 1985 och 1986, en Korać Cup 1987, sex spanska mästerskap samt nio Spanska Kuppen.